# Arquidiócesis de Benevento
La arquidiócesis de Benevento (en latín: Archidioecesis Beneventana y en italiano: Arcidiocesi di Benevento) es una circunscripción eclesiástica de la Iglesia católica en Italia. Se trata de una arquidiócesis latina, sede metropolitana de la provincia eclesiástica de Benevento. Desde el 18 de febrero de 2016 su arzobispo es Felice Accrocca.

## Territorio y organización

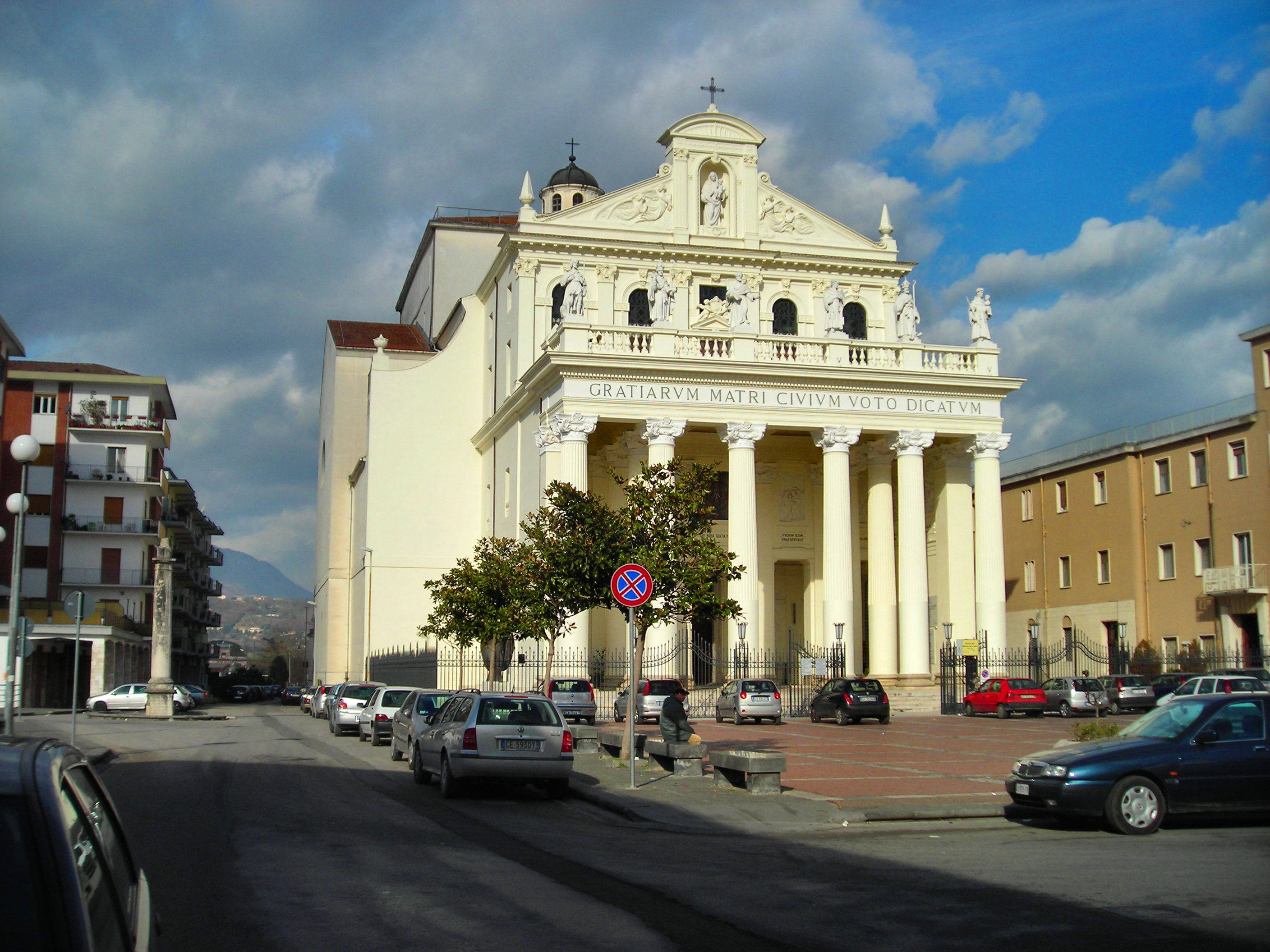
Basílica de la Virgen de la Gracia, en Benevento

La arquidiócesis tiene 1691 km² y extiende su jurisdicción sobre los fieles católicos de rito latino residentes en parte de la región de Campania, comprendiendo en:
- la provincia de Benevento las comunas de: Arpaise, San Bartolomeo in Galdo, Reino, Fragneto l'Abate, Santa Croce del Sannio, San Giorgio La Molara, San Giorgio del Sannio, San Nicola Manfredi, Paduli, Foglianise, Vitulano, Sant'Angelo a Cupolo, Pago Veiano, Torrecuso, Calvi, Colle Sannita, Ceppaloni, San Lupo, Baselice, San Leucio del Sannio, Morcone, San Marco dei Cavoti, Pannarano, Apollosa, Montesarchio, San Nazzaro, Apice, Pietrelcina, Molinara, Cautano, Colle Sannita, Sant'Arcangelo Trimonte, San Martino Sannita, Sassinoro, Bonea, Campoli del Monte Taburno, Buonalbergo, Castelpoto, Castelvetere in Val Fortore, Paolisi, Tocco Caudio, Fragneto Monforte, Circello, Rotondi, Foiano di Val Fortore, Campolattaro, Castelpagano, Pesco Sannita y Pontelandolfo;
- la provincia de Avellino las comunas de: Altavilla Irpina, Cervinara, Chianche, Lapio, Montecalvo Irpino, Montefalcione, Montefusco, Montemiletto, Paupisi, Petruro Irpino, Pietrastornina, Pietradefusi, San Martino Valle Caudina, Roccabascerana, Santa Paolina, Torre Le Nocelle, Torrioni, Tufo y Venticano.

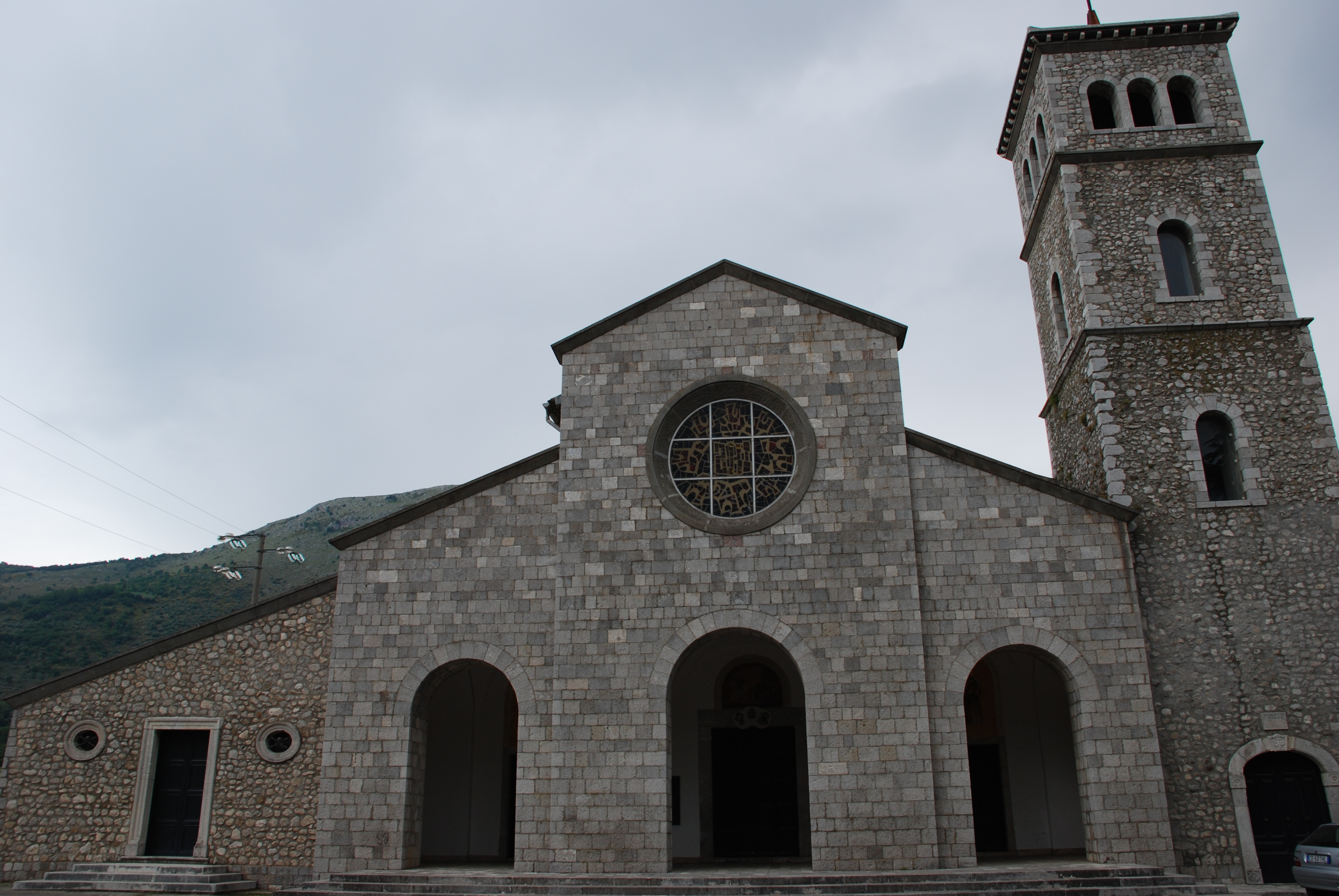
Basílica de la Santísima Anunciación, en Vitulano

La sede de la arquidiócesis se encuentra en la ciudad de Benevento, en donde se halla la Catedral de la Asunción de Nuestra Señora al Cielo y la basílica de la Virgen de la Gracia. En Vitulano se halla la basílica de la Santísima Anunciación (llamada también San Antonio).
La arquidiócesis tiene como sufragáneas a la arquidiócesis de Sant'Angelo dei Lombardi-Conza-Nusco-Bisaccia, las diócesis de Ariano Irpino-Lacedonia, Avellino y Cerreto Sannita-Telese-Sant'Agata de' Goti y a la abadía territorial de Montevergine.
En 2022 en la arquidiócesis existían 116 parroquias agrupadas en 9 zonas pastorales o foranías: Benevento, Miscano, Belvedere, Irpina, Sabatina, Caudina, Vitulanese, Tammaro y Fortorina.

## Historia
Recién desde hace unos cuatro siglos se sabe que la Iglesia de Benevento tuvo orígenes apostólicos.
El escritor eclesiástico de Benevento, Mario La Vipera, archidiácono de la metropolitana, en el Catalogus Sanctorum Ecclesiae Beneventanae (1635) y en la Chronologia episcoporum et archiepiscoporum metropolitanae ecclesiae beneventanae (1636), afirma que, antiqua traditione et ex maiorum nostrorum traditione, el primer obispo fue san Fotino, griego, enviado por san Pedro en el año 40. Sin embargo, no todos los obispos transmitidos ex antiqua traditione tienen una base histórica y documental.
El ordinario de Benevento Landolfo fue el primero en recibir el título de arzobispo metropolitano mediante la bula Cum certum sit del papa Juan XIII del 26 de mayo de 969. El arzobispo gozaba de privilegios particulares: sellaba sus diplomas con un sello de plomo, como ocurre en la Curia romana, y como el propio pontífice, utilizaba el camauro y sus visitas se precedían del Santísimo Sacramento.
El uso del camauro, y la prerrogativa de ser precedido por la Eucaristía, cesó en 1466, con el arzobispo Niccolò Piccolomini y bajo el papa Paulo II.
Con el tiempo la arquidiócesis llegó a tener hasta 32 iglesias sufragáneas: Acquaputrida, Sant'Agata dei Goti, Alife, Ariano, Ascoli, Avellino, Boiano, Bovino, Dragonara, Fiorentino, Frigento, Guardalfieri, Larino, Lesina, Limosano, Lucera, Montecorvino, Montemarano, Ordona, Quintodecimo, Sepino, Sessola, Telese, Térmoli, Tocco Caudio, Tortíboli, Trivento, Trevico, Troia, Viccari, Vulturara. Durante un cierto período, del 668 al 1034, la cura pastoral de la Iglesia de Siponto fue confiada a los arzobispos de Benevento.
Luego los obispos sufragáneos fueron reducidos a 24, a principios del siglo XII o más bien en el concilio provincial de Ugone Guidardi en 1374, como están esculpidos en la puerta de bronce de la Catedral de Benevento.
De esta vasta región eclesiástica, que iba desde el mar Tirreno hasta el mar Adriático, pasaron a formar parte localidades pertenecientes actualmente a cinco provincias: Benevento, Caserta, Campobasso, Foggia y Avellino, de modo que casi representa el Ducado de Benevento, tras la escisión de Salerno y Capua.
Las Iglesias sufragáneas quedaron entonces reducidas a trece, que permanecieron vigentes hasta el final de la Segunda Guerra Mundial: Sant'Agata de' Goti, Ariano, Ascoli y Ceriñola, Avellino, Boiano, Bovino, Cerreto (Telese), Larino, Lucera, Montevergine, Piedimonte (Alife), San Severo y Térmoli.
El 23 de febrero de 1916, mediante el decreto Archidioecesis Beneventana de la Sagrada Congregación Consistorial cedió la parroquia de Casalnuovo Monterotaro a la diócesis de Lucera y las dos parroquias de Lesina y Poggio Imperiale a la diócesis de San Severo.
El 15 de octubre de 1979, según el decreto Quo uberius de la Congregación para los Obispos, la comuna de Sant'Angelo a Scala fue cedida a la abadía territorial de Montevergine.
El 21 de enero de 1983, como consecuencia del decreto Ad uberius de la Congregación para los Obispos, amplió su jurisdicción a la comuna de San Bartolomeo de Galdo, que pertenecía a la diócesis de Lucera y a la comuna de Sassinoro, que pertenecía a la arquidiócesis de Campobasso-Boiano; al mismo tiempo cedió la jurisdicción a la misma arquidiócesis sobre las comunas de Sant'Angelo Limosano, Limosano, Matrice, Campolieto, Monacilioni, San Giovanni in Galdo, Toro, Campodipietra, Jelsi, Gildone, Cercemaggiore, Riccia, Gambatesa, Tufara, Pietracatella, Macchia Valfortore y Sant'Elia a Pianisi.
El 6 de marzo de 1997, mediante otro decreto llamado Ad uberius de la Congregación para los Obispos, la arquidiócesis de Benevento cedió las comunas de Greci y Savignano Irpino a la diócesis de Ariano Irpino-Lacedonia, obteniendo a cambio la comuna de Sant'Arcangelo Trimonte.
El 25 de enero de 1998, con otro decreto Ad uberius de la Congregación para los Obispos, adquirió también la comuna de Buonassociazione de la diócesis de Ariano Irpino-Lacedonia.
Dos cardenales, arzobispos de la ciudad, subieron al trono papal: Paulo III y Benedicto XIII. Además, la ciudad de Benevento fue la cuna de dos papas: Gregorio VIII y Víctor III.

## Estadísticas
Según el Anuario Pontificio 2023 la arquidiócesis tenía a fines de 2022 un total de 258 000 fieles bautizados.
| Año                                                                             | Población            | Población | Población      | Sacerdotes | Sacerdotes    | Sacerdotes    | Bautizados por sacerdote | Diáconos permanentes | Religiosos | Religiosos | Parroquias |
| Año                                                                             | Bautizados católicos | Total     | % de católicos | Total      | Clero secular | Clero regular | Bautizados por sacerdote | Diáconos permanentes | Varones    | Mujeres    | Parroquias |
| ------------------------------------------------------------------------------- | -------------------- | --------- | -------------- | ---------- | ------------- | ------------- | ------------------------ | -------------------- | ---------- | ---------- | ---------- |
| 1950                                                                            | 333 500              | 335 000   | 99.6           | 371        | 267           | 104           | 898                      |                      | 187        | 370        | 161        |
| 1959                                                                            | 333 500              | 333 900   | 99.9           | 326        | 220           | 106           | 1023                     |                      | 180        | 435        | 163        |
| 1970                                                                            | 319 495              | 321 114   | 99.5           | 317        | 193           | 124           | 1007                     |                      | 192        | 469        | 163        |
| 1980                                                                            | 285 194              | 287 423   | 99.2           | 261        | 156           | 105           | 1092                     |                      | 129        | 377        | 165        |
| 1990                                                                            | 266 000              | 270 000   | 98.5           | 209        | 118           | 91            | 1272                     | 3                    | 119        | 208        | 120        |
| 1999                                                                            | 263 000              | 265 744   | 99.0           | 244        | 117           | 127           | 1077                     | 16                   | 210        | 320        | 117        |
| 2000                                                                            | 263 100              | 265 800   | 99.0           | 250        | 130           | 120           | 1052                     | 18                   | 197        | 324        | 116        |
| 2001                                                                            | 263 100              | 265 800   | 99.0           | 243        | 132           | 111           | 1082                     | 19                   | 186        | 314        | 116        |
| 2002                                                                            | 263 100              | 265 800   | 99.0           | 250        | 142           | 108           | 1052                     | 19                   | 179        | 291        | 116        |
| 2003                                                                            | 263 100              | 265 800   | 99.0           | 249        | 151           | 98            | 1056                     | 20                   | 150        | 280        | 116        |
| 2004                                                                            | 265 000              | 266 300   | 99.5           | 251        | 154           | 97            | 1055                     | 20                   | 150        | 280        | 116        |
| 2006                                                                            | 265 000              | 267 000   | 99.3           | 231        | 153           | 78            | 1147                     | 32                   | 116        | 249        | 116        |
| 2012                                                                            | 270 000              | 272 000   | 99.3           | 216        | 142           | 74            | 1250                     | 46                   | 116        | 250        | 117        |
| 2015                                                                            | 265 000              | 267 000   | 99.3           | 217        | 146           | 71            | 1221                     | 53                   | 112        | 193        | 116        |
| 2018                                                                            | 264 600              | 268 600   | 98.5           | 213        | 142           | 71            | 1242                     | 59                   | 74         | 193        | 116        |
| 2020                                                                            | 263 800              | 267 790   | 98.5           | 206        | 134           | 72            | 1280                     | 59                   | 78         | 163        | 116        |
| 2022                                                                            | 258 000              | 261 980   | 98.5           | 201        | 129           | 72            | 1283                     | 60                   | 77         | 145        | 116        |
| Fuente: Catholic-Hierarchy, que a su vez toma los datos del Anuario Pontificio. |                      |           |                |            |               |               |                          |                      |            |            |            |

### Vida consagrada
La Orden Franciscana, en sus tres principales ramas, observantes, conventuales y capuchinos, están presentes en muchas partes del territorio arquidiocesano. Además, hay otras congregaciones femeninas de la familia, entre ellas, resaltan las Hermanas Franciscanas Inmaculatinas, nacidas en Pietradefusi, en 1881.
Las comunidades religiosas y sociedades masculinas presentes en la arquidiócesis de Benevento son: la Orden de los Hermanos Menores Capuchinos (capuchinos, presentes en Apice, Benevento, Montefusco, Morcone, Pietrelcina), la Orden de San Agustín (agustinos, presentes en Benevento), la Orden de los Hermanos Menores Conventuales (franciscanos conventuales, presentes en Benevento), la Orden de los Hermanos Menores (franciscanos observantes, presentes en Benevento, Circello, Montecalvo Irpino, Montesarchio, San Bartolomè il Galdo, San Giorgio del Sannio, San Martino Valle Cauldica y Vitulano), la Orden Hospitalaria de San Juan de Dios (hospitalarios, presentes en Benevento), la Congregación de la Preciosísima Sangre (misioneros de la P.S.; presentes en Benevento), la Juventud Ardiente Mariana (presente en Benevento) y la Comunidad Estrella de la Evangelización (presente en Paduli).
En cuanto a las comunidades religiosas y sociedades femeninas en el territorio beneventano se encuentran las Hermanas de Santa María de Leuca (en Altavilla Irpina), las Víctimas Expiatorias de Jesús Sacramentado (en Baselice), las Adoratrices de la Sangre de Cristo (en Benevento, Rotondi y San Bartolomeo in Galdo), las Hermanas de la Caridad de Santa Juana Antida Thouret (en Benevento), las Hermanas Franciscanas Inmaculatinas (una casa en Benevento, tres en Pietradefusi y una en Pietrelcina), las Hermanas Franciscanas de la Inmaculada (en Pietrelcina), la Pequeña Misión para los Sordomudos (en Benevento), las Hermanas de la Sagrada Familia de Spoleto (en Benevento y Montecalvo Irpino), las Hermanas de San Juan Bautista (en Benevento), las Hermanas Carmelitas de Montefalcone (dos comunidades en Benevento), las Hermanas Franciscanas Terciarias Regulares de Todos los Santos (en Benevento), las Hermanas Pobres Hijas de San Antonio (en Buonalbergo), las Hermanas de la Caridad del Perpetuo Socorro (en Cervinara), las Hermanas Dominicas del Santísimo Sacramento (en Circello), las Hijas de Nuestra Señora de Fátima (en Colle Sannita), las Religiosas Franciscanas de San Antonio (en Foglianise y San Giorgio del Sannio), las Hermanas Adoratrices de la Divina Voluntad (en Fragneto L'Abate), las Hermanas del Carmelo San José (en Lapio), las Hermanas Dominicas de Santa Catalina de Siena y de la Santa Cruz (en Montefusco), las Maestras Pías Filipenses (en Montesarchio y Vitulano), las Hermanas de Jesús Buen Pastor (en Pannarano), la Orden de la Visitación (salesas; en San Giorgio del Sannio), las Hermanas de Nuestra Señora de los Dolores Siervas de María (en San Marco dei Cavoti), Hijas de la Mujer Vestida de Sol (en San Nicola Manfredi), las Hermanas Apóstoles del Sagrado Corazón (en Sassinoro y Torrecuso), las Hermanas Misioneras Catequistas de Santa Teresa (en Venticano) y las Hermanas Compasionistas Siervas de María (en Vitulano)
De todas estas son de gran importancia para la historia de la arquidiócesis, puesto que en ella nacieron, las Hermanas Franciscanas Inmaculatinas, fundadas en Pietradefusi, el 8 de diciembre de 1881, por el religioso capuchino Antonio Acerrnese.

## Episcopologio

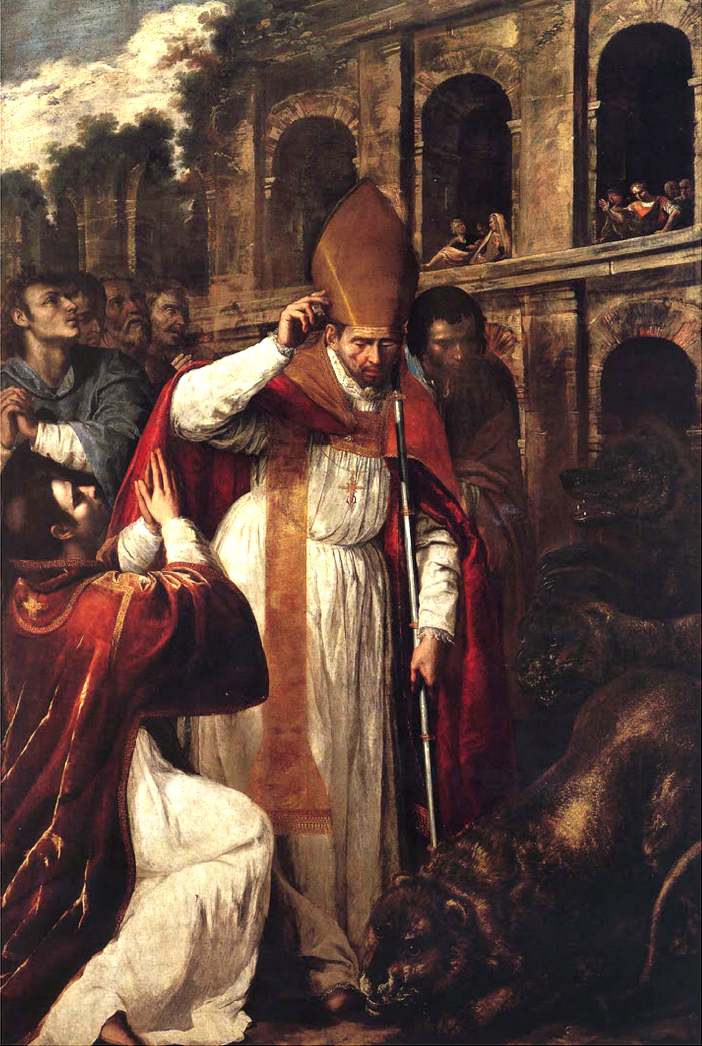
El martirio de san Jenaro en el Anfiteatro de Pozzuoli. Jenaro, venerado como santo por las Iglesias cristianas tradicionales, fue uno de los obispos más famosos de la diócesis

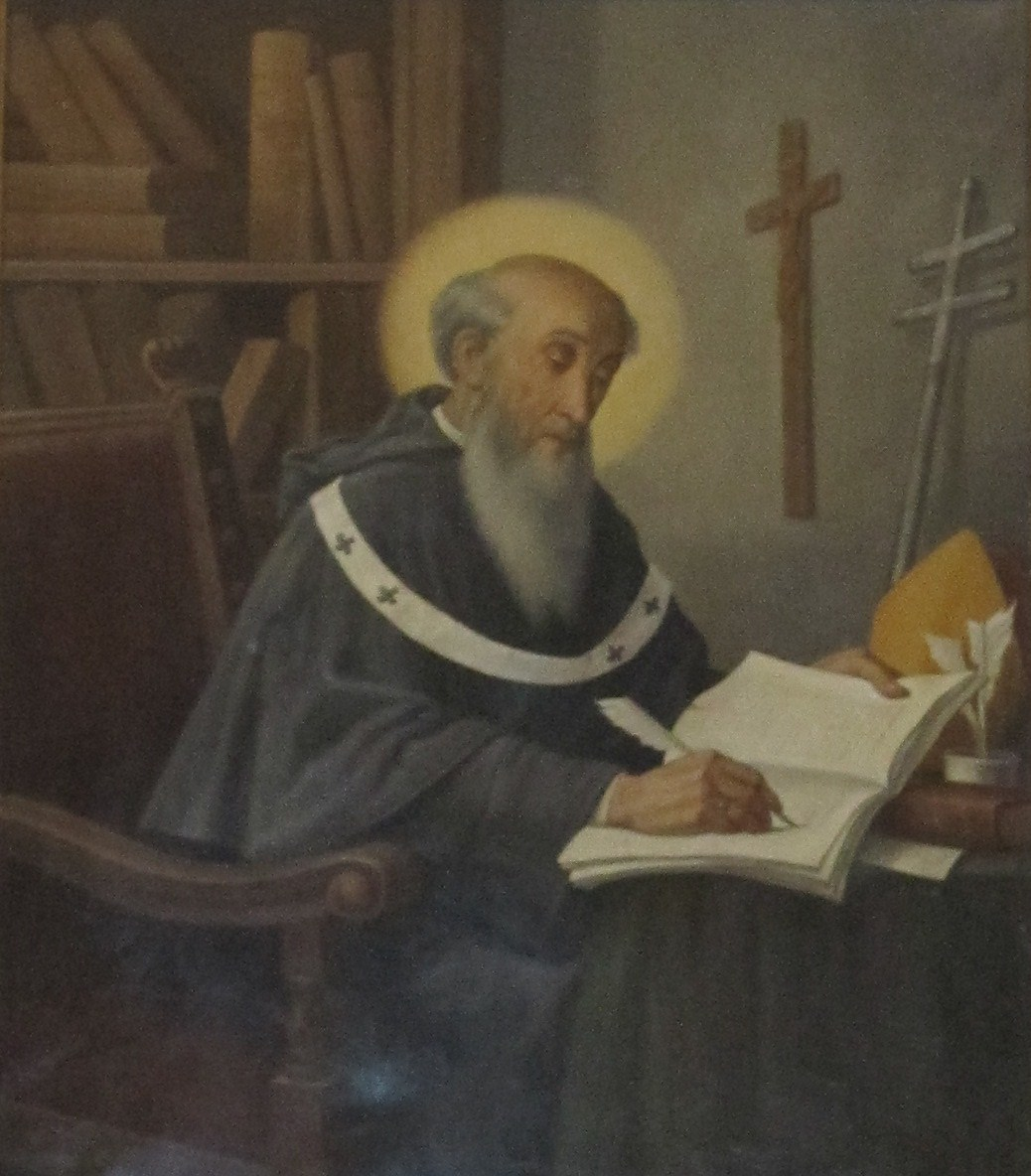
El beato Santiago de Viterbo, de la Orden de San Agustín, en 1302 ocupó la sede de Benevento

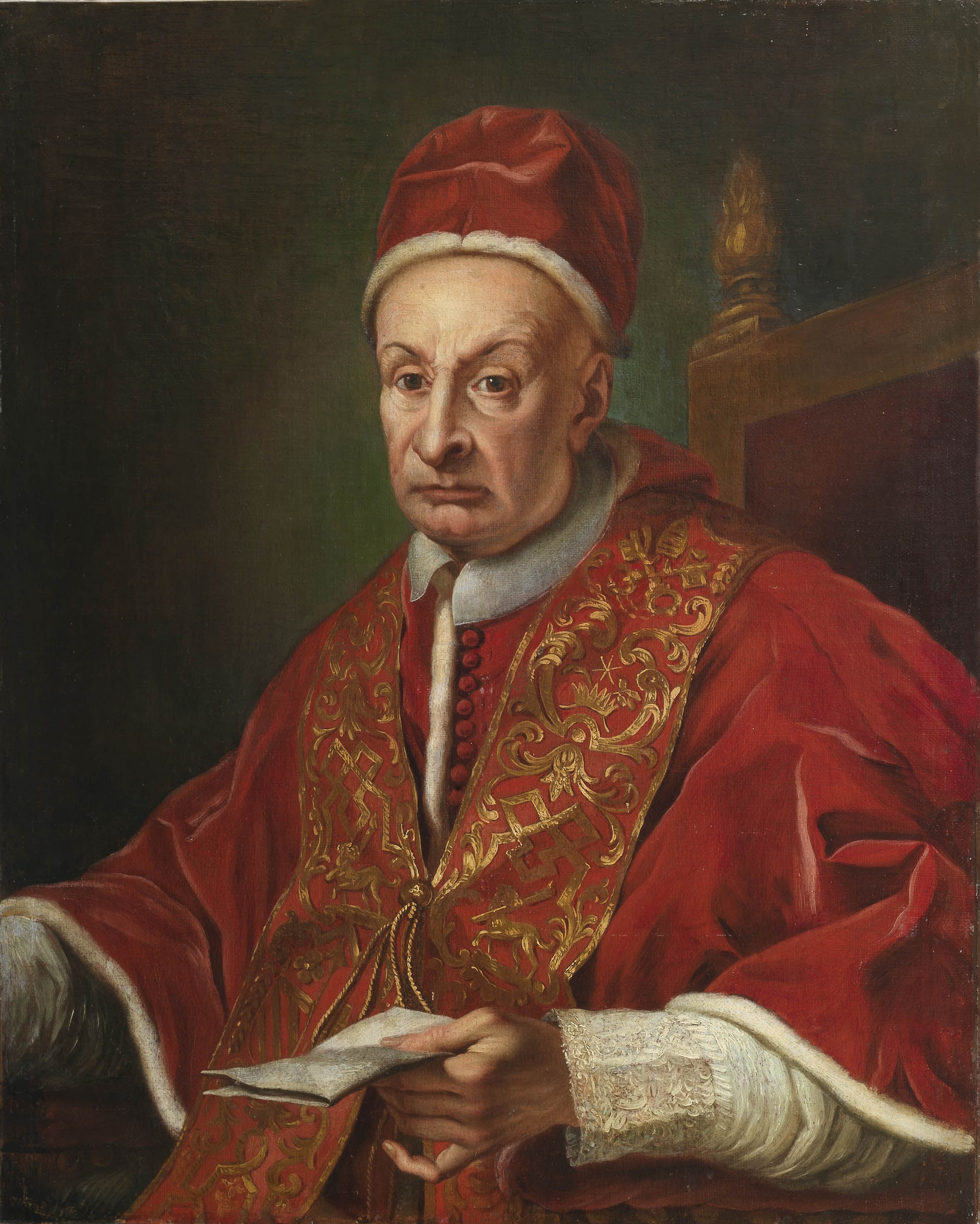
Pietro Francesco Orsini, más tarde elegido papa con el nombre de Benedicto XIII, fue arzobispo de Benevento de 1626 a 1724, incluso como pontífice, fue administrador apostólico hasta 1730